# Andrzej Szkaradek
Andrzej Antoni Szkaradek (ur. 6 lipca 1948 w Chełmcu) – polski polityk, działacz związkowy, poseł na Sejm III kadencji.

## Życiorys
Ukończył w 1969 liceum ogólnokształcące w Nowym Sączu. W 1965 został zatrudniony w Nowosądeckiej Fabryce Urządzeń Górniczych Nowomag. W 1980 wstąpił do „Solidarności” (pełnił funkcję wiceprzewodniczącego delegatury zarządu regionu). W stanie wojennym został internowany na okres od 13 grudnia 1981 do 16 listopada 1982. Po zwolnieniu działał w podziemnych strukturach NSZZ „Solidarność”. Ponownie został aresztowany na okres od marca do lipca 1984. W latach 1990–1995 był wiceprzewodniczącym zarządu regionu związku, następnie do 1998 jego przewodniczącym. W 2002 ponownie zasiadł w prezydium zarządu Regionu Małopolskiego związku.
W 1991 z listy PC i w 1993 z listy „Solidarności” bezskutecznie kandydował do Sejmu. W latach 90. był radnym Nowego Sącza. Od 1997 do 2001 sprawował mandat posła III kadencji z listy Akcji Wyborczej Solidarność, działaczem Ruchu Społecznego i jednym z najbardziej wpływowych polityków AWS (m.in. sekretarzem ds. dyscypliny w klubie parlamentarnym). W 2001 nie uzyskał ponownie mandatu.
W latach 1998–2002 sprawował mandat radnego sejmiku małopolskiego, którego był wiceprzewodniczącym. Do sejmiku kandydował także w 2006 z listy Prawa i Sprawiedliwości, jednak mandatu nie uzyskał.

## Odznaczenia i wyróżnienia
Odznaczony Krzyżem Oficerskim (2006) i Krzyżem Komandorskim (2023) Orderu Odrodzenia Polski. W 1989 został wyróżniony Srebrnym Krzyżem Zasługi przez prezydenta RP na uchodźstwie, w 2001 otrzymał Złoty Medal za Zasługi dla Policji, a w 2015 Krzyż Wolności i Solidarności.
W 1998 otrzymał tytuł „Człowieka Roku” nadany przez „Gazetę Krakowską”. W 2011 uhonorowany Medalem „Niezłomnym w słowie”. W 2014 został laureatem nagrody honorowej „Świadek Historii” przyznanej przez Instytut Pamięci Narodowej.